# 자국민 우선주의
자국민 우선주의는 외국인보다 자국민을 우선으로 하는 이념 내지 정책을 말한다. 2016년 도널드 트럼프 대통령의 '미국 우선주의'를 내세운 계기로 잘 알려지게 되었다.
자국민을 우선시하기에 난민과 외국인 등으로 생기는 문제를 최소화하기 위해 외국인의 일부 활동에 대해 제제해야한다는 입장을 가지는게 대표적이며, 또 난민에 대해서 부정적이다. 자문화를 우월하게 생각하고 타 문화를 바라보고 평가하는 태도인 민족중심주의와는 다르다.
대표적인 정당으로는 프랑스의 국민연합 등이 있으며 뉴질랜드 제일당은 중도주의 정당이나 당명과 비슷하게 자국민 우선주의를 띄고 있어 반대파에서 "영락없는 극우정당"이라고 비판하기도 한다.
한국에서도 극우 성향의 정당 자유의새벽당이 자국민 우선주의적 이념을 채택하였다.